# Farciennes
Farciennes (Fårcene en valón), es un municipio de Bélgica situado en la Región Valona de la provincia de Henao y, además, el emplazamiento de su sede administrativa.

## Geografía
Farciennes se sitúa en el transcurso del río Sambre, afluente del Mosa, en las afueras de la ciudad de Châtelet.
Fue un municipio antiguamente industrializado hasta su declive con el cierre de la última mina de carbón en Valonia, Sainte-Catherine de la empresa Roton y la caída de las Siderurgias, antes, grandes creadores de trabajo entre Lieja y Charleroi. Hoy en día, en el sitio donde se ubicó Roton sólo existe la torre y el vestuario que fue construido y es la sede de varias pequeñas y medianas empresas.
A lo largo del Sambre se encuentra un castillo en ruinas.
En 2018, tenía una cifra oficial de 11.247 habitantes.

## Demografía

### Evolución
Todos los datos históricos relativos al actual municipio, el siguiente gráfico refleja su evolución demográfica, incluyendo municipios después de efectuada la fusión el 1 de enero de 1977.
| Gráfica de evolución demográfica de Farciennes entre 1846 y 2019 |
|                                                                  |

## Historia

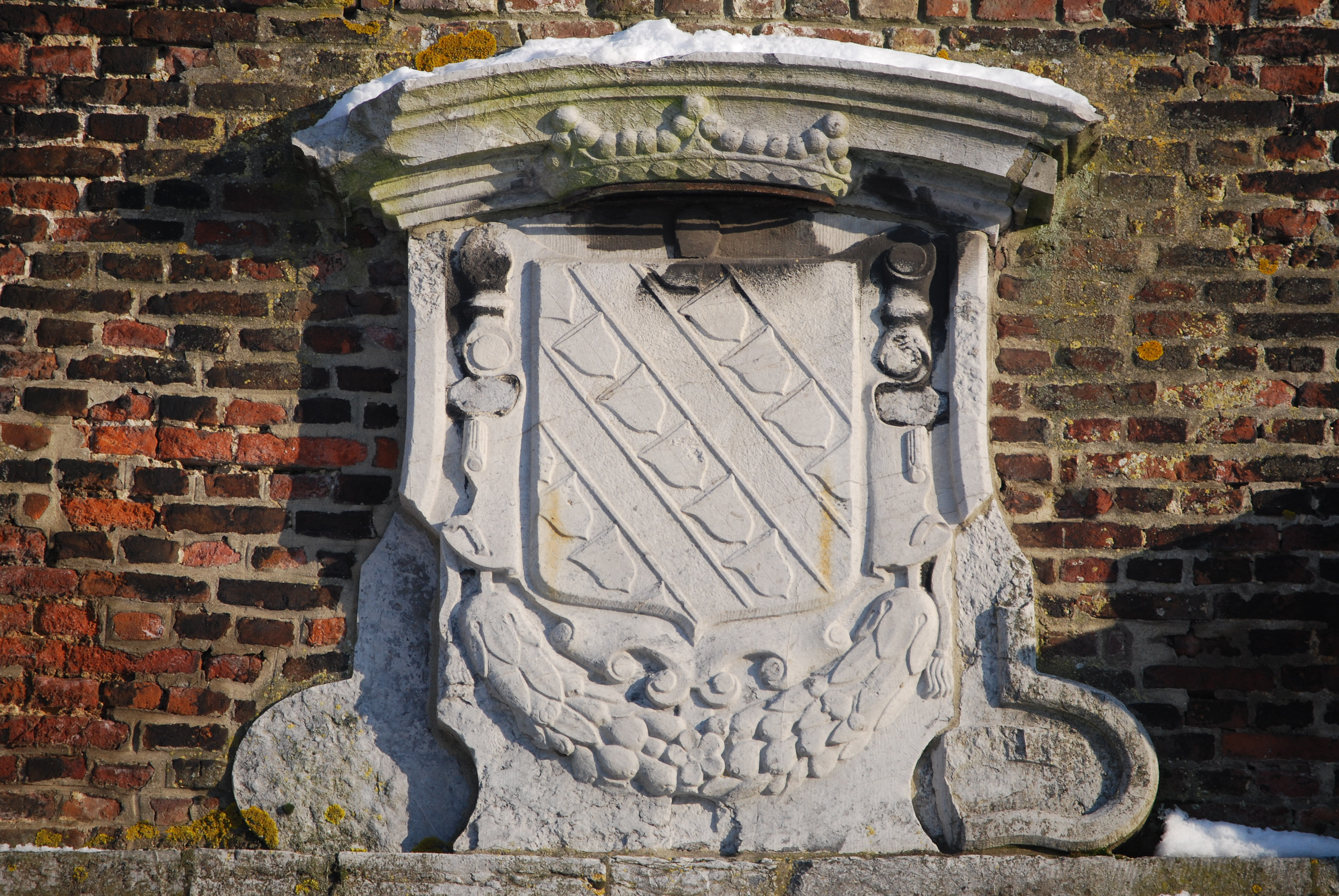
El escudo de armas de los príncipes de Longueval, representado en el castillo

El 22 de agosto de 1914, un regimiento del ejército del imperio alemán se presentó asesinando a 20 civiles y destruyendo 146 casas, durante las atrocidades alemanas en el comienzo de la invasión.
Uno de los períodos que se mantendrán en la historia de Farciennes es la llegada de inmigrantes italianos de las zonas más pobres de Italia. Estos inmigrantes llegaron en busca de trabajo en la región de Hainaut, rica en minas de carbón.
La población italiana participó en el estilo de vida y cultura de Farciennes y, junto a los inmigrantes turcos, se convirtieron en una comunidad de solidaridad unos con otros. Estas personas fueron capaces de unir sus culturas viviendo en comunidad convirtiéndose en un pueblo con los mismos valores pero diversa población.
En 1977, durante la fusión de los municipios belgas, Pironchamps se adjuntó al municipio de Farciennes. Wainage y Wairchat son los barrios periféricos que ya pertenecían al territorio de Farciennes, como Tergnée.

## Personas destacadas
- Carlos Buenaventura de Longueval, historia del castillo del siglo XVII, ahora abandonado.
- Odon Godart, meteorólogo y astrónomo de la Segunda Guerra Mundial.

## Ciudades hermanadas
Farciennes está actualmente hermandada con el siguiente municipio:
- Beaucaire, departamento de Gard, Francia.